# ダフニー・ラヴズ・ダービー
ダフニー・ラヴズ・ダービー(Daphne Loves Derby)とは、アメリカ合衆国ワシントン州ケントにて結成されたエモバンドである。
2003年にデビューを飾るや否や、その繊細で透き通る様な美しいメロディーラインを武器に、エモ・インディー・ロックファンを中心に人気を獲得。
また、元々はインターネットサイト「Purevolume」で人気を獲得したバンドで、現在では530万回以上の試聴を記録している。
現在アメリカでは、コープランドやウェイキング・アッシュランド、メイ等と並び、非常に高い人気を誇っているバンドでもある。

## 現在のメンバー
- ケニー・チョイ/Kenny Choi - ヴォーカル・ギター
- デイビット・スパークス/David Sparks - ベース
- スチュー・クレイ/Stu Clay - ドラム

### 旧メンバー
- Jason Call - ベース
- Jude Zadaski - キーボード
- Spencer Abbott - ギター

## 略歴
2001年に、シアトル近郊の小さな町「ケント」にて結成された。
2003年に、自主制作で1stアルバム「Daphne Loves Derby」をインターネット上で無料配布した。するとインターネットサイト「Purevolume」で一気に知名度が上がり、結果的に同サイトの「レーベル未契約アーティストランキング」にて1位を獲得した。
2005年に入ると、インディーズレーベルの「Outlook records」と契約を結び、同年7月26日に2ndアルバム「On the Strength of All Convinced」をリリース。大々的なプロモーション活動を行わなかったにもかかわらず、5000枚以上を売り上げた。
2007年3月27日には、3rdアルバム「Good Night, Witness Light」をリリースし、新人アーティストの為のアルバムチャート「Billboard Heatseekers Chart」にて初登場30位を記録した。
しかし、2009年になって「Outlook records」から離脱。現在4thアルバムを作成中だが、新たなレーベルと契約を交わした後にリリースされる予定である。

## ディスコグラフィー

### アルバム
| 発売日        | アルバムのタイトル               | 販売レーベル                                 | 全米アルバムチャート最高位        |
| 2003年        | Daphne Loves Derby               | 自主制作(インターネットで無料に配布された。) |                                   |
| 2005年7月26日 | On the Strength of All Convinced | Outlook Records                              |                                   |
| 2007年3月27日 | Good Night, Witness Light        | Outlook Records                              | 「Billboard Heatseekers」にて30位 |

### EP
- A Sudden Change EP (2001)
- The Wonder Years EP (2003)
- Post Post EP (2004)
- Closing Down the Pattern Department (2004)
- Acoustic EP (2006)

### ミュージック・ビデオ
- Hammers and Hearts (2005)
- Sundays (2006)
- That's Our Hero Shot (2007)
- Stranger, You and I (2007)